# Lycorhinus
Lycorhinus  is een geslacht van uitgestorven plantenetende ornithischische dinosauriërs, behorend tot de groep van de Heterodontosauridae, dat tijdens het Vroeg-Jura leefde in het gebied van het huidige Zuid-Afrika.

## Naamgeving en vondst
Het geslacht is in 1924 benoemd en beschreven door Sidney Henry Haughton. De typesoort is Lycorhinus angustidens. De geslachtsnaam is afgeleid van het Klassiek Griekse lykos, 'wolf', en rhis, 'neus' omdat Haughton per abuis dacht het het om een lid van de Cynodontia ging. De soortaanduiding betekent 'nauwe tand' in het Latijn omdat de tanden voor een lid van die groep erg nauw zouden zijn.

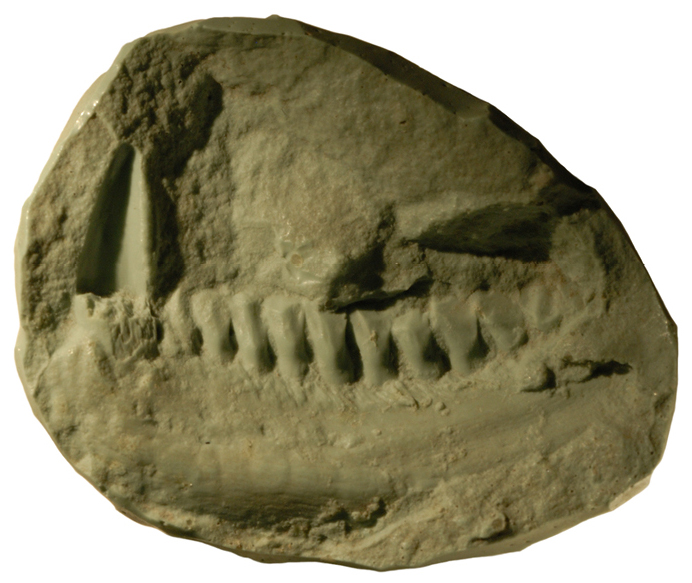
Het afgietsel UCRC PVC10

Het holotype SAM-PK-K3606 is begin twintigste eeuw bij Paballong op Mount Fletcher door dr. M. Ricono opgegraven in de bovenste Elliotformatie, in de Kaapprovincie, die stamt uit het Hettangien - Sinemurien, ongeveer 190 miljoen jaar oud. Het bestaat uit het dentarium van een linkeronderkaak met daarin elf tanden. Het bestaat uit een natuurlijk afgietsel. Uit de holte daarvan is specimen UCRC PVC10 afgegoten. Later zijn nog andere fragmenten aan de soort toegewezen, voornamelijk van de kaken, waaruit in 1962 duidelijk werd dat het om een dinosauriër ging. Het belangrijkste toegewezen specimen, door Thulborn, is NHMUK RU A100 (eerder BMNH A100) bestaande uit een gedeeltelijke schedel, voornamelijk de rechtersnuit, en de voorkanten van de onderkaken. Het is in 1960/1961 opgegraven in de nabijheid van de vindplaat van het holotype. Er bestaat echter geen consensus over de juistheid van de toewijzing. Daarnaast is toegewezen specimen BP/1/5253, een linkerbovenkaaksbeen met vijftien tanden. Als Lanasaurus een jonger synoniem is van Lycorhinus, moet daarvan het holotype BP/1/4244 toegewezen worden, een linkerbovenkaaksbeen met twaalf tanden. Verschillende onderzoekers hebben Lycorhinus angustidens gezien als een nomen dubium.
Later werd door Robert Broom een tweede soort benoemd: Lycorhinus parvidens. De soortaanduiding betekent 'met kleine tand'. Deze soort is in de literatuur vrijwel volledig veronachtzaamd. In 1970 verwees Richard Anthony Thulborn Heterodontosaurus tucki naar Lycorhinus als een Lycorhinus tucki maar dit heeft geen navolging gevonden. Lycorhinus consors, benoemd door Thulborn in 1974, werd in 1975 hernoemd tot Abrictosaurus consors door James Allen Hopson. Daarbij werd hier NHMUK RU A100 aan toegewezen. Paul Sereno stelde echter dat dit specimen toch bij Lycorhinus angustidens hoorde.

## Beschrijving
Lycorhinus was vermoedelijk een kleine tweevoetige planteneter. De schedellengte is geschat op ongeveer tien centimeter; Sereno meent echter dat het wel 145 millimeter bedraagt en dat Lycorhinus een van de grotere heterodontosauriden moet zijn geweest. Lycorhinus draagt een paar slagtanden in de bovenkaak en de onderkaak. De meeste tanden zijn klein, een centimeter lang, en bladvormig met kartelingen om plantenmateriaal mee te scheuren. Van zulke tanden staan er minstens elf in de onderkaak.
Sereno stelde twee autapomorfieën, unieke afgeleide eigenschappen, van Lycorhinus vast. Er loopt een opvallende richel langs de achterrand van de tandkroon — aan de buitenzijde van de maxillaire tanden in het bovenkaaksbeen en de binnenzijde van de dentaire tanden in de onderkaak — van de eerste vertanding bovenaan tot aan het cingulum, de verdikte tandbasis, onderaan. De tandrijen van zowel de bovenkaken als de onderkaken zijn naar binnen gekromd.

## Fylogenie
Lycorhinus werd door de foute determinering eerst aan allerlei synapside groepen toegewezen: door Haughton oorspronkelijk aan de Theriodontia, in 1954 de Dromathiriidae. Pas in 1962 concludeerde Alfred Walter Crompton dat het een ornithischische dinosauriër betrof. In 1966 dacht Alfred Romer nog dat het dan een lid van de Hypsilophodontidae zou kunnen zijn maar in 1971 schiep Thulborn een eigen Lycorhinidae. Deze groep werd in 1972 door Peter Galton gelijkgesteld aan de Heterodontosauridae.
Lycorhinus angustidens wordt tegenwoordig meestal beschouwd als een nomen dubium: het holotype is te beperkt om er met enige waarschijnlijkheid andere vondsten aan toe te wijzen. Dat betekent ook dat Lanasaurus, een vorm waarvan de resten op zich niet van het lycorhinusmateriaal zijn te onderscheiden, er toch niet aan toegewezen kan worden.